# Pier Giuseppe Mosti
Pier Giuseppe Mosti (Massa, 24 aprile 1955) è un allenatore di calcio ed ex calciatore italiano, di ruolo difensore.

## Carriera

### Giocatore

Mosti (in piedi, primo da destra) nel Genoa del 1974-1975

Cresciuto nella Massese, dopo alcuni campionati disputati nelle serie minori esordì in Serie A nella stagione 1977-1978 con la maglia del Pescara; dopo un'esperienza di due stagioni con la Pistoiese, nel 1980-1981 passò al Catania, con cui tre anni più tardi disputò un campionato di Serie A, giocando 29 partite.
Ha ottenuto in carriera quattro promozioni in massima serie (Genoa 1975-1976, Pescara 1976-1977, Pistoiese 1979-1980, Catania 1982-1983). Ha invece chiuso all'ultimo posto entrambi i campionati disputati in Serie A (Pescara 1977-1978, Catania 1983-1984). Ha collezionato complessivamente 52 presenze in Serie A e 270 presenze e 26 reti in Serie B.

### Allenatore
Da allenatore guidò, fra le altre, il Catania e il Termoli in Serie D, e il Leffe in Serie C1.

## Palmarès

### Giocatore

#### Competizioni nazionali
- Campionato italiano di Serie B: 1

Genoa: 1975-1976
Pescara 1977-1978
- Serie C2: 1

Massese: Serie C2 1987-1988